# Batrachylodes mediodiscus
Batrachylodes mediodiscus é uma espécie de anfíbio da família Ranidae.
É endémica da Papua-Nova Guiné.
Os seus habitats naturais são: florestas subtropicais ou tropicais húmidas de baixa altitude, plantações , jardins rurais e florestas secundárias altamente degradadas.